# Acessão
Acessão é o direito em razão do qual o proprietário de qualquer bem adquire também a propriedade de todos os acessórios que a ele aderem. É uma modificação quantitativa ou qualitativa, isto é, o aumento do volume ou do valor do objeto da propriedade. Assim, o proprietário de determinado terreno marginal a um rio adquire a propriedade dos depósitos de terra que forem acrescidos pelas águas, ou dos frutos produzidos nele, isto é, de tudo que se incorpora natural ou industrialmente ao seu terreno.

## Classificação
Este instituto é um dos três modos de aquisição da propriedade imobiliária (juntamente com o registro do título de transferência e a usucapião). Os modos de aquisição classificam-se em originários e derivados. Os primeiros são aqueles em que não há relação alguma entre a propriedade antiga e a nova. Já nos segundos, existe uma relação. É, assim, classificada como um modo originário de aquisição da propriedade.

## Requisitos
Possui dois requisitos: a junção de duas coisas, até então separadas; e o caráter acessório de uma dessas coisas em relação a outra.

## Formas de acessão
Existem duas modalidades: a natural, que ocorre quando a modificação ao bem advém de acontecimento natural; e a industrial ou artificial, quando tal modificação é resultado de trabalho do homem.

### Natural
São quatro os tipos de acessão natural: a formação de ilhas; a aluvião; a avulsão; e o abandono de álveo. A formação de ilhas é o aparecimento de terra descoberta em local onde existia um curso de água, podendo ocorrer por diversas razões (abalos sísmicos; depósito paulatino de sedimentos trazidos pela própria corrente; rebaixamento das águas; e etc). A aluvião é o acréscimo de terra às margens de um rio, por movimento lento e imperceptível; ou o desvio natural das águas, descobrindo uma parte do terreno marginal. A avulsão é o repentino deslocamento de uma porção de terra por força natural violenta. O abandono de álveo é o rio que seca ou que se desvia em virtude de fenômeno natural.

### Artificial
A acessão artificial se dá pelas plantações ou construções de obras que, por seu caráter acessório, passam a propriedade do dono do terreno onde foram realizadas.